# Rivolta al blocco 11
Rivolta al blocco 11 (Riot in Cell Block 11) è un film del 1954 diretto da Don Siegel.
È un film drammatico statunitense con Neville Brand, Emile Meyer e Frank Faylen.
È un racconto di stampo documentario sulle rivolte carcerarie che ebbero luogo in diverse prigioni di stato statunitensi nel corso del 1952.

## Trama
Blocco 11: una notte tre detenuti riescono grazie ad uno stratagemma a fuggire dalle proprie celle e a prendere in ostaggio alcune guardie carcerarie, dando così il via ad una rivolta motivata dalle brutali condizioni all'interno della prigione.  Quindi fanno conoscere le loro richieste al direttore del carcere Reynolds (Emile Meyer), un amministratore di mentalità liberale che si è più volte lamentato nel corso degli anni con le autorità statali a causa di quelle stesse difficili condizioni.  James V. Dunn (Neville Brand), il leader dei prigionieri ribelli, incontra la stampa fuori dal blocco di celle e chiede modifiche al regolamento carcerario, così che non vengano più tollerate la brutalità delle guardie, l'uso di catene, il cibo scadente, il sovraffollamento e le condizioni a malapena vivibili.
Il giorno seguente i detenuti di altri due blocchi iniziano anch'essi una rivolta, ma vengono costretti a rientrare nelle proprie celle dal massiccio intervento della Polizia di Stato. Nel contempo, i difficili negoziati tra i detenuti e i funzionari della prigione sono ostacolati dai politici più reazionari e conservatori che non ammettono che si facciano concessioni di alcun tipo.
Le ore passano e le diverse fazioni all'interno dei  rivoltosi iniziano a lottare per il controllo del blocco ribelle. Allo stesso tempo, alla polizia di stato viene dato il via libera per operare - grazie all'utilizzo di potenti esplosivi - una breccia nel muro del Blocco 11 e porre così fine alla rivolta. I detenuti,  accortisi dei preparativi degli agenti, reagiscono creando uno scudo umano legando le guardie tenute in ostaggio alla parete interna che sta per esplodere.
Proprio quando il peggio sta per accadere il governatore accetta di firmare le richieste dei prigionieri e la rivolta ha successivamente fine quando i detenuti vedono i titoli dei giornali del mattino dopo che annunciano la loro vittoria. Ma si tratta di una vittoria di Pirro per il loro leader, James Dunn. 
Due settimane dopo viene infatti chiamato a colloquio nell'ufficio del direttore del carcere e scopre amaramente che il provvedimento firmato dal governatore è stato respinto dalla Corte Suprema e che tutte le richieste dei prigionieri sono state ordunque annullate.
Il direttore del carcere fa inoltre sapere a Dunn che sarà processato per aver capeggiato la rivolta ed aver preso ostaggi e  che tali accuse significheranno probabilmente per lui una pena aggiuntiva di 30 anni. Il direttore aggiunge poi che anche lui verrà a breve sostituito. Quindi rivela a Dunn che la rivolta ha comunque ottenuto una piccola ma significativa vittoria: i detenuti malati di mente verranno presto trasferiti in manicomio e alcuni prigionieri in attesa della libertà condizionale verranno rilasciati.

## Produzione
Il film fu proposto a Don Siegel dopo le sue esperienze nella Warner Bros. e nella RKO dal produttore Walter Wangerper la Allied Artists Pictures. Il soggetto e la sceneggiatura, di Richard Collins, erano concepiti come un'inchiesta giornalistica, priva di ogni accento romanzesco. Il film fu prodotto e girato nella Folsom State Prison a Represa, in California, in diciannove giorni da metà agosto all'inizio di settembre 1953. Anche le riprese esterne furono effettuate in ambienti reali, conciliando i bassi costi con le intenzioni "documentaristiche" dei realizzatori. Siegel sfruttò a proprio favore le limitazioni del budget scegliendo ad esempio di utilizzare il teleobiettivo, che da una parte accentuava l'apparenza di documento, dall'altra superava gli ostacoli fisici che impedivano di collocare negli ambienti reali la macchina da presa in posizione favorevole.
Il regista utilizzò come comparse alcuni detenuti e si servì di alcuni stereotipi del cinema carcerario come l'assenza di personaggi femminili e la presenza di tipi umani schematici (il politicante spietato, il detenuto turbolento, il direttore liberale, il condannato intelligente ma sfortunato): tutti caratteri che in qualche modo Siegel utilizzò anche molti anni dopo nel celebre Fuga da Alcatraz. 
L'attore Leo Gordon, che interpreta il detenuto Crazy Mike Carnie, era stato in prigione per cinque anni anche nella vita reale per una rapina. Ciò creò qualche problema con il direttore del carcere di Folsom che non vedeva di buon occhio la partecipazione di Gordon al film nel ruolo di condannato. Lo stesso produttore del film, Walter Wanger, era stato in carcere, poco prima dell'inizio delle riprese, per tre mesi dopo aver sparato all'agente teatrale Jennings Lang, sospettato di aver intrapreso una relazione amorosa con sua moglie.
Nel 1954 gli scrittori coniugi Peggy e Walter McGraw fecero causa ai produttori per un plagio riguardante il soggetto del film.

## Distribuzione
Il film fu distribuito con il titolo Riot in Cell Block 11 negli Stati Uniti dal 28 febbraio 1954 (anteprima a New York il 18 febbraio) dalla Allied Artists Pictures.
Altre distribuzioni:
- in Giappone il 1º giugno 1954
- in Francia il 28 luglio 1954 (Les révoltés de la cellule 11)
- in Svezia il 4 ottobre 1954 (Revolt i cellblock 11)
- in Danimarca il 15 marzo 1955 (Oprør i blok 11)
- in Germania Ovest il 22 marzo 1955 (Terror in Block 11)
- in Belgio il 3 giugno 1955 (Les révoltés de la cellule 11 e Opstand in cel 11)
- in Austria nell'ottobre del 1955 (Terror in Block 11)
- in Brasile (Rebelião no Presídio)
- in Finlandia (Kapina vankilassa)
- in Grecia (I antarsia arhise sto kelli 11)
- in Italia (Rivolta al blocco 11)
- in Venezuela (Revuelta en el bloque 11)

## Critica
Secondo il Morandini "è il più bel film carcerario degli anni '50", un racconto di cronaca preciso e senza sbavature che rasenta i migliori livelli di giornalismo puro.
Il critico cinematografico del New York Times, A.W. Weiler, ha dato al film una recensione positiva per il suo carattere di denunzia sociale. Ha scritto: "La triste faccenda del melodramma dietro le mura della prigione, così spesso rappresentata nella moda standard e banale nei film, è data sia la tensione che la dignità in Riot in Cell Block 11,  ... Riot in Cell Block 11, in breve, colpisce e predica con autorità".
Lo staff della rivista Variety ha  elogiato il film, scrivendo: "I pro e i contro delle rivolte in prigione sono dichiarati in modo articolato nella storia dello schermo di Richard Collins, e il produttore Walter Wanger usa uno stile realistico, quasi documentario, per sostenere le necessarie riforme in l'operazione delle istituzioni penali ... Una prestazione straordinaria è data da Emile Meyer, il guardiano che comprende i problemi dei prigionieri".

## Riconoscimenti
Nominations:
- British Academy Film Awards:Miglior Film, 1955.
- British Academy Film Awards: Miglior attore straniero a Neville Brand; 1955.
- Directors Guild of America: miglior regia, Don Siegel; 1955

## Promozione
Le tagline sono:
- Walter Wanger's RAW-TRUTH EXPOSE!
- FILMED ON THE SPOT BEHIND PRISON WALLS!
- YOU ARE CAUGHT IN THE SCORCHING CENTER OF A PRISON RIOT! YOU feel the savage frenzy of 4000 caged humans! YOU see the horror of the wolf pack on a vengeance kick! YOU sweat out every second with tortured hostages! YOU rock with the impact of brute force against bullets!